# Beni (departamento)
Beni (pronuncia-se: Bêni) é um departamento da Bolívia. Sua capital é a cidade de Trinidad.
Beni situa-se ao centro-norte da Bolívia, limitando-se ao sul com os Departamentos bolivianos de Santa Cruz e Cochabamba, ao oeste com o Departamento boliviano de La Paz, ao nordeste com o estado brasileiro de Rondônia e ao noroeste com o departamento boliviano de Pando. Com uma área de 213.564 km², Beni é o segundo maior departamento da Bolívia.
De acordo com o último censo oficial realizado em 2012 e projeções para o ano de 2021, o departamento tem uma população de 507.095 habitantes. A densidade é de 2,37 habitantes/km², tornando-se o segundo departamento menos densamente povoado - logo à frente de Pando. O departamento foi fundado em 18 de novembro de 1842 pelo Marechal de Ingavi José Ballivián Segurola.
Administrativamente, o departamento de Beni é composto por 8 províncias, que ao mesmo tempo estão divididas em 19 municípios. O município de Trinidad é o mais populoso, com uma população de 162.710 habitantes, concentrando 32,10% da população total do departamento.
A economia caracteriza-se tradicionalmente por ser um departamento apoiado pela pecuária, uma vez que Beni detém a maior parte das cabeças de gado do país como um todo. Tem a oitava maior economia departamental do país (penúltimo), apenas acima de Pando.
Segundo dados oficiais do Instituto Nacional de Estatística da Bolívia, em 2016 a economia de todo o Departamento do Beni (Produto Interno Bruto) atingiu US$ 939 milhões, o que representa 2,76% da Economia Total da Bolívia (US$ 34 bilhões). Em relação à renda per capita (PIB per capita), o departamento fechou 2016 com US$ 2.060 em média para cada Beniano(a).

## Etimologia
O nome do departamento foi dado pelo presidente José Ballivián em homenagem ao Rio Beni. Beni vem da palavra "ben’i" do dialeto movima que significa "pradarias".

## Províncias
Beni está dividido em 8 províncias.
- Cercado
- Iténez
- José Ballivián
- Mamoré
- Marbán
- Moxos
- Vaca Díez
- Yacuma

## Clima

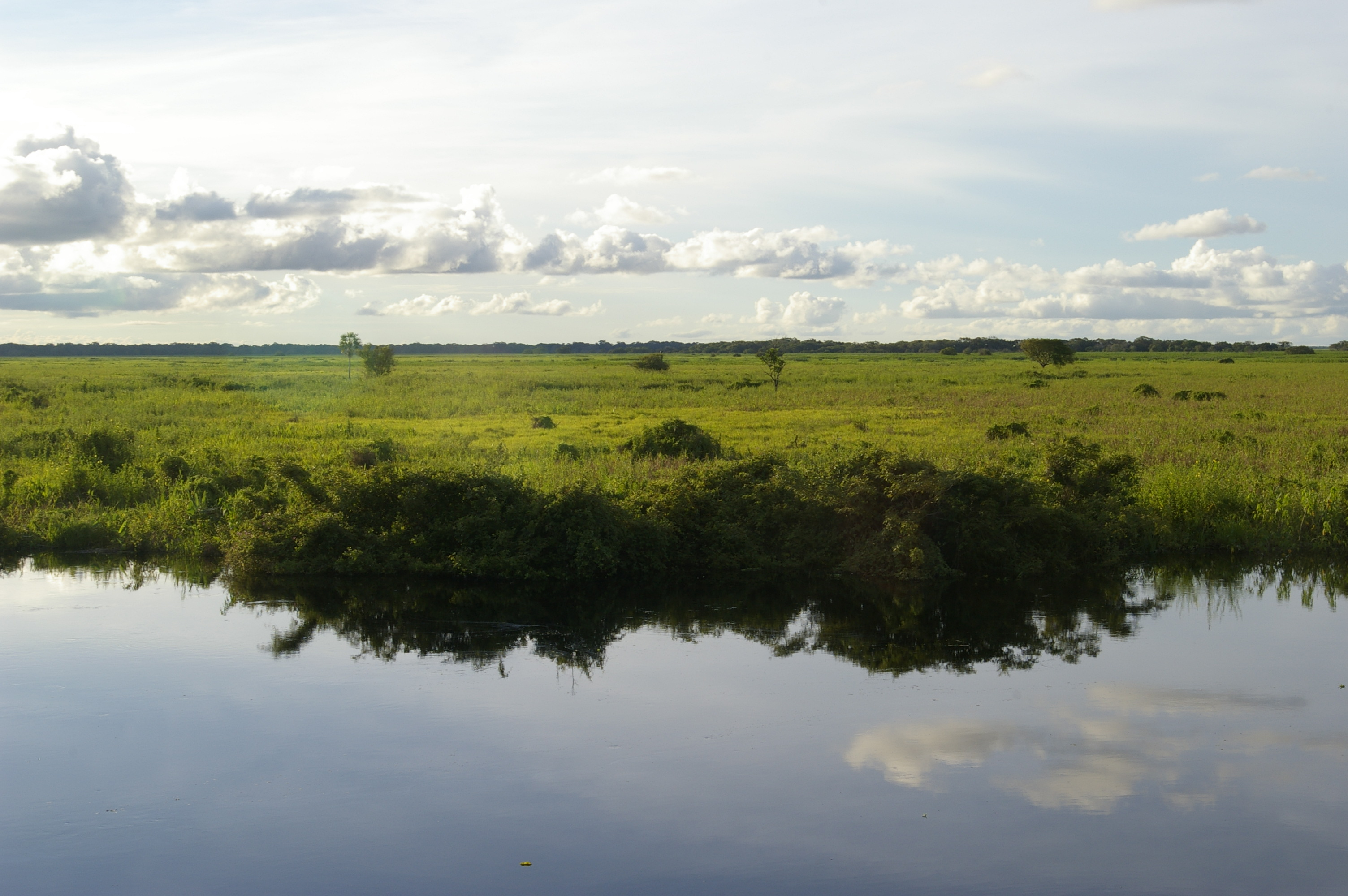
A savana e o Rio Yacuma.

No departamento existe principalmente um clima tropical úmido, com uma precipitação média anual entre 1000 e 4000 mm. A temperatura média varia entre 28 e 35°C. Em certas estações, o território é sulcado por ventos frios do sul que provocam quedas bruscas de temperatura. Esses ventos são conhecidos como "surazos".

## Geografia
O território é uma vasta planície de savana (ver Savana de Beni, com abundantes cursos de água, lagoas tectônicas e artificiais e pântanos (chamados localmente de "curichi"). É uma savana de inundação que durante a estação das chuvas, entre dezembro e maio, pode inundar grandes áreas do departamento Em casos extremos mas frequentes (por exemplo nos anos de 1992, 2007, 2008 e 2014), esta inundação pode cobrir mais de 100 000 km² do departamento.
Afloramentos rochosos e pequenas montanhas de origem pré-cambriana ocorrem a leste, nas regiões de fronteira com o Brasil. A floresta ocupa as margens dos inúmeros rios (mata de galeria) e circunda praticamente todas as extensas savanas com cerca de 150 mil km² de extensão.

### Hidrografia
O departamento de Beni possui inúmeros lagos e lagoas que fazem parte da bacia amazônica, entre os quais se destacam os lagos Rogagua, Rogaguado, Huaytunas, Yusala, San Lorenzo e Colorado.

## Economia
Introduzida no início do século XVII pelos jesuítas, a pecuária é a atividade económica mais importante do departamento. É uma extensa fazenda de gado que ocupa a savana natural, e sua grande diversidade de pastagens naturais, principalmente para a produção de carne. No departamento de Beni existem cerca de três milhões de cabeças de gado.
A agricultura tem importância prioritária para a subsistência da população rural. Embora o clima seja favorável, os solos não são muito produtivos. As principais culturas, algumas destas originárias da região, são a mandioca, o milho, a banana, o arroz (nos últimos anos também cultivado industrialmente na savana), etc.
Nas florestas do norte e leste do departamento, é coletada a castanha ou amêndoa (castanha-do-pará) obtida da árvore Bertholletia excelsa.
A pesca representa outro importante setor produtivo, sempre mais voltado para a comercialização no país ou para exportação. A caça da Jacaretinga(Caiman crocodylus) para a obtenção de couro, legalizado por quota anual há alguns anos, tornou-se outra importante atividade económica direccionada quase exclusivamente para a exportação, sendo a Itália e a França os principais importadores.

### Produto Interno Bruto
Relativamente ao produto interno bruto (PIB) até 2016, a economia do Beni a nível departamental ascendeu a 6.441 milhões de bolivianos (cerca de um total de 939 milhões de dólares), segundo o Instituto Nacional de Estatística da Bolívia. No que diz respeito à sua posição a nível nacional, Beni é a oitava economia departamental do país (penúltimo), apenas acima do Departamento de Pando (com PIB de 309 milhões de dólares).

## Política
A Assembleia Departamental do Beni é o principal órgão legislativo do Departamento. Atualmente é composta por vinte e seis membros eleitos por sufrágio universal.